# Drijvend bos
Het drijvend bos is een concept van de creationistische bioloog Joachim Scheven om de steenkoollagen van het Carboon te verklaren in een scheppingsmodel van de aardse geschiedenis. 

## Theorie
In de gangbare evolutietheorie wordt de opeenstapeling van vaak vele steenkoollagen, in het Duitse Ruhrgebied tot wel 230 afzonderlijke lagen, verklaard door een op dezelfde plaats groeiend moerasbos, voornamelijk bestaand uit Lepidodendrons, Sigillaria, boomvarens, reuzen-wolfsklauwen en paardestaarten en tal van andere kleinere soorten. Dit moerasbos werd volgens de theorie periodiek overstroomd waardoor er een laag sediment op afgezet werd. Nadat het water zich terugtrok ontstond op dezelfde plaats een nieuw moerasbos wat weer overstroomd werd en dit herhaalde zich soms tientallen keren gedurende vele miljoenen jaren.

## Problemen

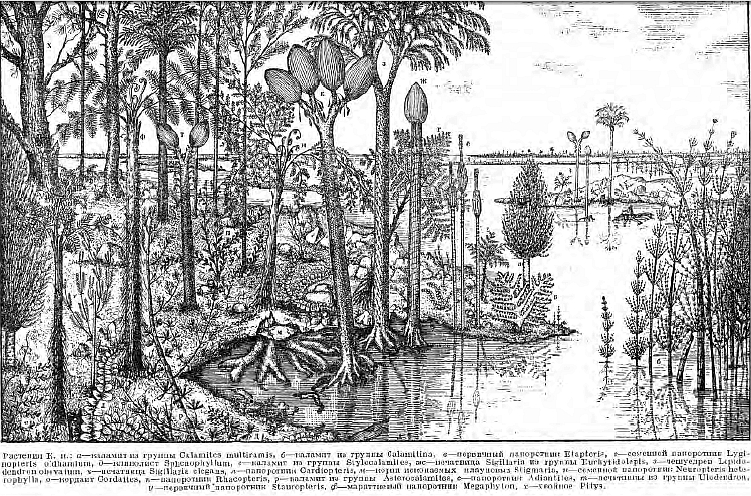
Oude voorstelling van een Carboon bos (1937)

Volgens de theorie zouden de wortels van alle aanwezige planten in het moeras terug te vinden moeten zijn in de wortellaag onder het tegenwoordige steenkool bed. Maar dit is niet het geval: bijna uitsluitend wortels van Lepidodendrons en Sigillaria zijn daar terug te vinden. De wortels van deze planten zijn hol en vormen straalvormige vertakkingen, zoals de wortels van tegenwoordige waterplanten, een aanwijzing dat ze in water groeiden en niet op land.

## Drijvende plantenmat
Volgens Scheven's theorie vormden de drijvende Lepidodendrons en Sigillaria's hechte onderling vervlochten matten die dreven op het water van de oceanen van de wereld van voor de zondvloed. Op deze mat leefde een plantengemeenschap met tal van andere planten die in de steenkool zijn terug te vinden, evenals een daar bijbehorende fauna waaronder insecten zoals reuzenlibellen en vele amfibieën- en reptielensoorten. Deze drijfbossen moeten een aanzienlijk deel hebben uitgemaakt van de totale aardse biomassa.

## Zondvloed
Tijdens de zondvloed en de nasleep ervan zouden deze drijfwouden begraven zijn door opeenvolgende vloedgolven die telkens afwisselend zand en drijfmatten afzetten. In betrekkelijk korte tijd zou dit biomateriaal door de druk van de bovenliggende sedimenten steenkool geworden zijn.

## Kritiek
De meeste paleontologen wijzen Schevens theorie af omdat er te weinig bewijzen voor zouden zijn, de theorie weer nieuwe problemen oproept, en er zijn bovendien ook fossiele vondsten die de gangbare in situ theorie wel ondersteunen.